# André Wohllebe
André Wohllebe (n. 8 ianuarie 1962, Berlinul de Est, RDG – d. 29 decembrie 2014, Berlin, Germania) a fost un canoist ce a reprezentat Germania, medaliat olimpic. A participat la 2 ediții ale Jocurilor Olimpice (1988, 1992) în care a câștigat o medalie de aur și două medalii de bronz.